# Joaquín Niemann

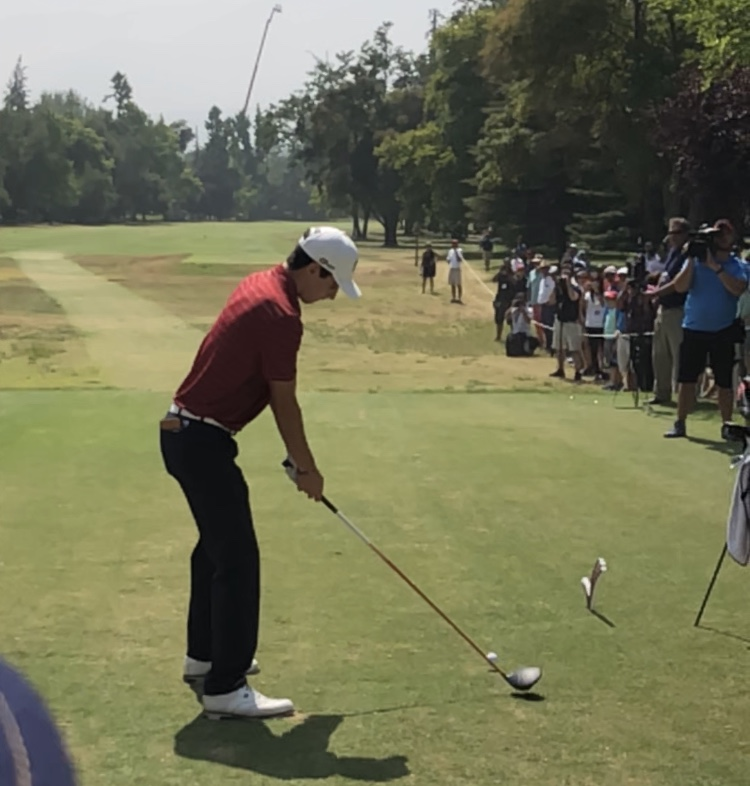
Joaquín Niemann, 2017.

Joaquín Niemann, född 7 november 1998 i Santiago de Chile, är en chilensk professionell golfspelare som spelar för Liv Golf. Han har tidigare spelat bland annat på PGA Tour och PGA European Tour.
Niemann har vunnit två PGA-vinster. Hans bästa resultat för Liv Golf, är en delad andra plats efter utslagsrunda mellan honom, Anirban Lahiri och vinnaren Dustin Johnson vid Liv Golf Invitational Boston i Liv Golf Invitational Series 2022. Den delade andra platsen gav Niemann 1 812 000 amerikanska dollar i prispengar.
Han deltog också vid 2019 års Presidents Cup.